# AKB1/149 恋愛総選挙
『AKB1/149 恋愛総選挙』（エーケービーひゃくよんじゅうきゅうぶんのいち れんあいそうせんきょ）は、バンダイナムコゲームスより2012年12月20日に発売された、AKB48とその姉妹グループ（SKE48、NMB48、HKT48）を題材としたPlayStation Portable・PlayStation Vita用ゲームソフト。2013年9月12日にはPlayStation 3移植版が発売された。

## 概要
本作品は、『AKB1/48 アイドルと恋したら…』から続くAKB恋愛ゲームシリーズ第3弾で、シリーズ初のマルチプラットフォーム（PSP・PS Vita）タイトルでもある。女性アイドルグループ・AKB48とその姉妹グループ（SKE48、NMB48、HKT48）のメンバー全員が「プレイヤーにガチラブ」という状況の中で、ゲームが開始する。メンバー149人からの誘惑や愛の告白といった障害をかわし、最後に1人になるまで148人を振り続け、自分の好きなメンバー（いわゆる「推しメン」）とのハッピーエンドを目指すというゲーム内容になっている。
企画発案は前作・前々作同様、AKB48総合プロデューサーの秋元康。
「最も多くの歌手が収録されたビデオゲーム」としてギネス世界記録に認定された。
また、今作が発売初日に25万本を出荷した事により、『AKB1/48』シリーズの累計出荷本数は100万本を突破した。

## ゲームシステム
ゲーム開始後はゲームメニューが表示され、「アドレス」と「着信履歴」内でデートするメンバーを選択することで電話発信（メンバーによる電話着信時のボイス）演出とともにゲームが開始され、1回のデートイベント（場合によっては初回はグループ、2回目は個人と複数日にまたがる場合もあり）を経てゲームメニューに戻るシステムとなっている。イベント中のメンバーの台詞はすべて、本人のフルボイスとなっている。
ゲーム開始時はデートに誘うメンバーを149人全員から選択することが可能だが、3日目のデートイベント終了時、デートに誘ってもらえなかったメンバーはランダムで「自然消滅」という形で徐々に攻略対象から脱落していく。また、ゲーム開始以降のメンバー選択は、攻略対象から脱落していないメンバーから自由に選べるわけではなく、選択可能なメンバーは留守電やメールを併せた「着信履歴」に含まれるメンバーに限定される。つまり、特定メンバーのみを連続選択して短期間にゲームを終了させることはできないシステムとなっている。
ゲーム本編内ではデートイベントの終了時に3択の会話選択肢が設けられており、選択によって好感度が変動することになる。その結果は効果音で確認できるようになっており、好感度を下げる返答をした場合には、そのメンバーは振られたものとして攻略対象から脱落することになる。また、他のメンバーがデートを目撃していたなどの「ストーカーイベント」があり、選択次第では問い詰めてきた「目撃メンバー」がその場で脱落するほか、残りメンバーが少なくなるとそれまでに自然消滅したメンバーから「諦められない」などの再会を望む留守電やメールが届くシチュエーションも用意されている（再会を承諾すると攻略対象に復帰する）。デート終了後、場合によってはメール受信の形でトレーディングカードを入手できる場合もある。
このようにして、好感度が最高になったメンバーから明日の都合を確認される「告白前イベント」が発生。それを受けるとラストの「神告白イベント」に移行する。この時、神告白の対象となったメンバーとライバルにあたる特定のメンバーの好感度が高かった場合には、神告白イベントの直前にライバルメンバーに呼び止められる専用イベントが発生することがある。
神告白を承諾するとハッピーエンドでエンディングとなり、拒否するとそのメンバーは脱落し（この時、メンバーによってはライバルに当てられている別のメンバーも同時に脱落する）、残っているメンバーでゲームが継続する。なお、いつまでも好感度を上昇させる選択肢を選択せずにゲーム進行していても、一度でも好感度を向上させたメンバーから次々に、あるいは最後の1人から告白前イベントが発生し、告白前イベントが発生したメンバーを再び選択すると強制的に神告白イベントに移行するというシステムで、永久パターンを防止している。神告白イベントを承認してハッピーエンド動画を経るとエンディングとなるが、エンディング中はスタッフロール、デートした場所の背景と共に出演メンバーが順次、エンディング画面の右に表示される。エンディング終了後、ハッピーエンドを迎えたメンバーからのお礼のメッセージが流れる。
そして、オープニング画面に戻り、前回ハッピーエンドを迎えたメンバーが「AKB48（SKE48・NMB48・HKT48）のメンバー全員が、アナタにガチラブです。アナタは誰を選びますか？」と尋ねてくる。
デートイベント、告白前イベント、神告白イベントにはメンバーごとに異なるシナリオが用意されている。また、神告白イベントは動画のみで構成され、メンバー全員で合わせて80分以上収録されている。

### ゲームメニュー
ゲームメニュー中では、ゲーム内経過日数および実時刻が画面右上に表示される。また、メニュー選択中はAKB48および姉妹グループの曲がバックグラウンドミュージック（以下、BGM）として流れ、その曲名が画面上部に表示される。画面中央、以下のメニュー項目が表示され、左右キーで選択するスタイルとなっている。
- バックアップ - セーブとロード
- セッティング - 設定
- アルバム
- アドレス
- 着信履歴
- 音楽プレイヤー
- フォトクロック
- メッセージフォト
- 48トレード - トレーディングカードの、プレイヤー間での交換モード

### アルバム
ゲーム内で解禁した画像や動画を閲覧するモード。閲覧可能なのは以下の通り。
- トレーディングカード - ゲーム内で特定条件を満たした時に得られるフォトカード。「48トレード」を通じて他のプレイヤーとカード交換が可能。
- 動画 - 告白シーン、承諾時のハッピーエンド、拒否時のバッドエンドの3種の動画。
- スチールフォト - デートイベント時に遭遇した、様々な表情や衣装のフォト。

### アドレス
アドレス帳を意味するメニュー項目である。メンバーをチーム別・好感度順・五十音順・生年別・加入年別に並べ替えて表示することが可能となっている。メンバーを選択することで、顔写真・名前・ニックネーム・生年月日・出身地・身長と、キャラクター説明を確認できる。また、着信履歴に含まれるメンバーであれば、デートのお誘いとしてこの項目から選択することも可能。
攻略対象から脱落した場合、名前の部分がガラスが割れたかのような効果音と演出で砕け散り、それ以降は名前の背景部分が薄い灰色表示で、次回のゲーム開始・あるいは復活するまで選択できない状態となる。

### 着信履歴
着信のあったメンバーを一覧表示するメニュー項目。デートに誘えるメンバーは、ここに表示されるメンバーに限定される。なお、リアルタイムで着信演出が発生する場合、留守電が複数のメンバーから入っていて、その中から返信を選択する場合などもある。また、ゲームが進行するとメンバーは愛称表記となる。

### 音楽プレイヤー
BGMを変更するモード。デフォルトで収録されている曲はAKB48および姉妹グループの曲だが、PSPの特定フォルダに格納された最大100曲までのMP3ファイルを代わりのBGMとして使用することや、ランダム再生時の再生頻度を上げる「推し」設定を行うことも可能。

## 出演
- AKB48
- SKE48
- NMB48
- HKT48

※2012年8月23日時点で所属しているメンバーが出演。ただし、研究生は未登場。
公式ガイドブックに掲載されたのは前田敦子、大島優子、松井玲奈、松井珠理奈、山本彩、渡辺美優紀、兒玉遥、宮脇咲良の8人（各グループのツートップ2人）。